# ASD Torres
ASD Torres (potocznie Torres) – włoski klub piłkarski z miasta Sassari (Sardynia).